# Kauthar Bouchallikht

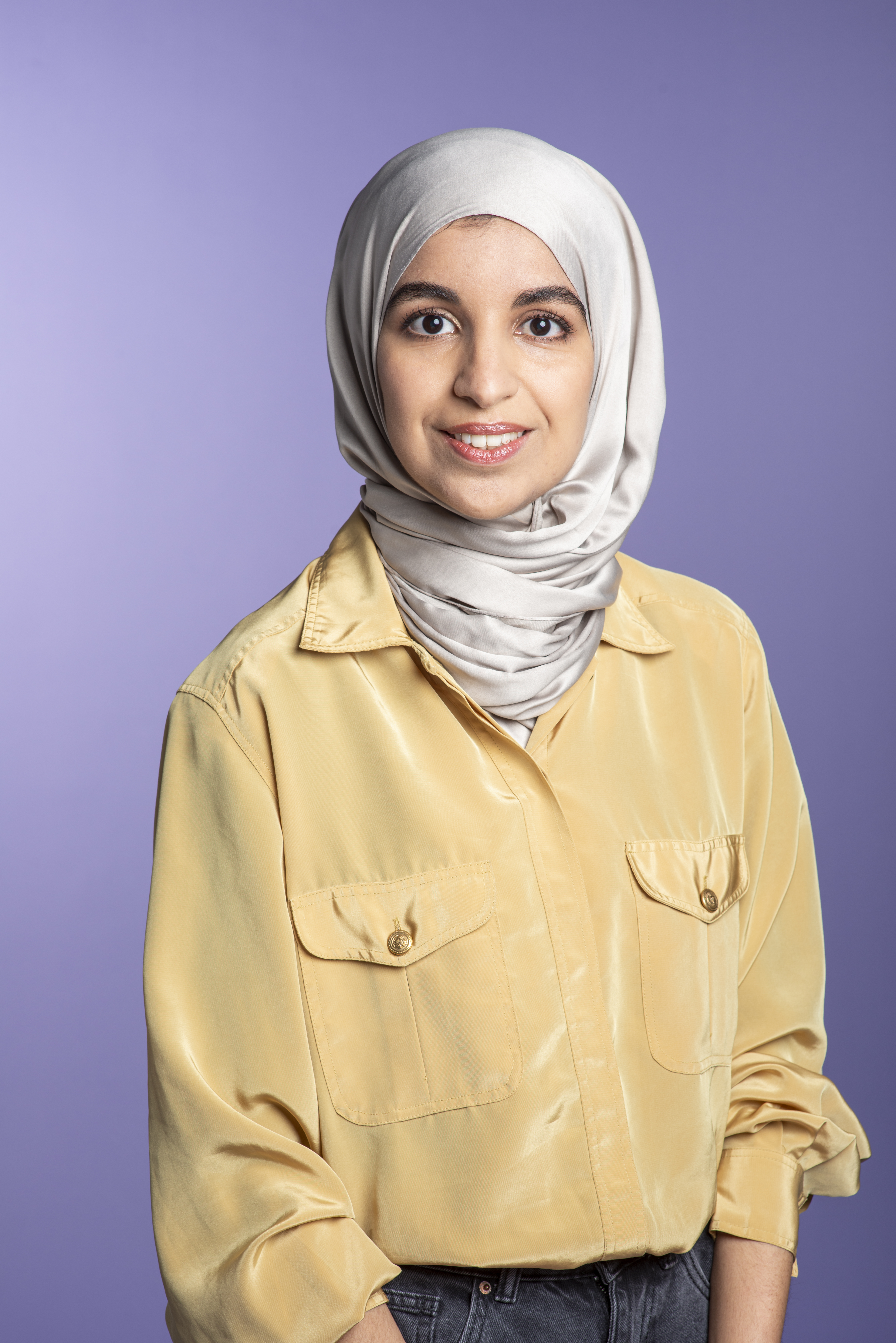
Kauthar Bouchallikht 2020

Kauthar Bouchallikht (geboren am 16. Mai 1994 in Amsterdam) ist eine niederländische Politikerin, Klimaaktivistin und Publizistin. Sie wurde bei den Parlamentswahlen 2021 für die grüne Partei GroenLinks in die Abgeordnetenkammer gewählt. Bouchallikht ist die erste Abgeordnete in der niederländischen Parlamentsgeschichte, die einen Hidschāb trägt. Sie ist auch für ihren Aktivismus in der Klimabewegung bekannt.

## Frühes Leben und Karriere
Bouchallikht wurde 1994 in Amsterdam in einer Familie marokkanischer Abstammung geboren. Ab 2011, während ihrer Schulzeit, war sie im Vorstand von LAKS, einer niederländischen Interessenvertretung für Schüler, tätig und half in dieser Funktion bei der Organisation eines Schülerstreiks im Jahr 2011, der sich gegen eine verpflichtende Mindestanzahl von Schulstunden richtete. Bouchallikht studierte Public Management an der Universität Utrecht, wo sie 2016 ihren Master-Abschluss machte. In dieser Zeit schrieb sie auch einige Artikel für die Zeitung Het Parool.
Nach Abschluss ihres Studiums begann sie als freiberufliche Publizistin, Rednerin und Trainerin zu arbeiten, unter anderem für De Correspondent, das Online-Nachhaltigkeitsmagazin OneWorld und Nieuw Wij. Seit Januar 2018 ist sie außerdem Vorsitzende der Stiftung Groene Moslims (Grüne Muslime), die sich für Nachhaltigkeit einsetzt. Außerdem war sie bis Dezember 2020 stellvertretende Vorsitzende des Forums für europäische muslimische Jugend- und Studentenorganisationen (FEMYSO). In dieser Funktion leitete sie ein Trainingslager einer Millî Görüş-Jugendorganisation.
Im März 2019 unterstützte sie eine Amsterdamer Demonstration gegen den Klimawandel. Die Organisation, für die sie tätig war, DeGoedeZaak, war einer der Organisatoren.

## Politik
Im November 2020 wurde Bouchallikht auf dem Entwurf der Parteiliste von GroenLinks für die Parlamentswahlen 2021 an neunter Stelle aufgeführt. Kurz darauf schrieb der Autor und ehemalige Journalist Carel Brendel in seinem persönlichen Blog über Bouchallikhts Position bei FEMYSO, die in ihrem GroenLinks-Profil nicht erwähnt wurde. FEMYSO hat angeblich Verbindungen zur Organisation der Muslimbruderschaft Föderation Islamischer Organisationen in Europa, obwohl die Organisation selbst dies bestritten hat. Bouchallikht bezeichnete dies als Behauptung, bestritt, Verbindungen zur Muslimbruderschaft zu haben, und prangerte später deren Ideen an. Der Parteivorsitzende Jesse Klaver verteidigte sie und bezeichnete sie als Aushängeschild der grünen Bewegung, nannte es aber auch eine schlechte Idee, bei Millî Görüş eine Ausbildung zu machen.
Im Dezember 2020 veröffentlichte der Blog GeenStijl ein Bild, das Bouchallikht bei einer Demonstration gegen die Gewalt im Gazastreifen im Jahr 2014 zeigt. Sie war von Demonstranten umgeben, die antisemitische Parolen riefen. Bouchallikht reagierte darauf, indem sie sagte, dass sie Antisemitismus anprangere und dass sie die Demonstration hätte verlassen sollen, als diese Spruchbänder gezeigt wurden. Der Blog fand auch heraus, dass sie zwei Jahre zuvor einen Facebook-Post geliked hatte, in dem Jesse Klaver als „Schurke oder feige“ bezeichnet wurde, weil er einer Erklärung der politischen Partei NIDA nicht zustimmte, in der Israel und der Islamische Staat gleichgesetzt wurden. Der arabische Nachrichtensender Al Jazeera veröffentlichte auf seiner Website einen Meinungsbeitrag der britischen Aktivistin Malia Bouattia, in dem sie die Medienberichte über Bouchallikhts Kandidatur als „rassistische, islamfeindliche Angriffe“ bezeichnete. Sie wurde von 102 Personen und Organisationen unterzeichnet, darunter zahlreiche Politiker und Akademiker.
Bei der Wahl errang GroenLinks acht Sitze. Bouchallikht wurde trotz ihres neunten Platzes auf der Parteiliste in die Abgeordnetenkammer gewählt, da sie 27.038 Vorzugsstimmen erhielt. Sie war eines von drei Mitgliedern der neuen Abgeordnetenkammer, die aufgrund des Erreichens der Vorzugsstimmenschwelle gewählt wurden. Bouchallikht wurde am 31. März 2021 vereidigt und war das erste Mitglied, das in der Geschichte des Repräsentantenhauses einen Hidschab trug. Eine kleine Gruppe von Pegida-Anhängern protestierte gegen ihre Einsetzung. Ihre Spezialgebiete im Repräsentantenhaus sind Mbo, Digitalisierung, Infrastruktur und Wasserwirtschaft, und sie ist Mitglied in folgenden Ausschüssen:
- Ausschuss für Landwirtschaft, Natur und Lebensmittelqualität
- Ausschuss für digitale Angelegenheiten
- Ausschuss für Bildung, Kultur und Wissenschaft
- Ausschuss für Infrastruktur und Wasserwirtschaft
- Ausschuss für die Beziehungen zum Königreich

Ein Buch von Bouchallikht und der Enthüllungsjournalistin Zoë Papaikonomou mit dem Titel De inclusiemarathon (Der Inklusionsmarathon) über Vielfalt und Gleichstellung am Arbeitsplatz wurde im Oktober 2021 veröffentlicht. Für ihr Buch befragten sie 41 Diversity-Experten.

## Privatleben
Bouchallikht lebt in Amsterdam.